# دیوید فریو
دیوید فریو (انگلیسی: David Friio؛ زادهٔ ۱۷ فوریهٔ ۱۹۷۳) بازیکن فوتبال اهل فرانسه است.
از باشگاه‌هایی که در آن بازی کرده‌است می‌توان به باشگاه فوتبال ناتینگهام فارست، باشگاه فوتبال نیم المپیک، و باشگاه فوتبال پلیموث آرگیل اشاره کرد.